# Пауерс (Орегон)
Пауерс (енгл. Powers) град је у америчкој савезној држави Орегон.

## Демографија
По попису из 2010. године број становника је 689, што је 45 (-6,1%) становника мање него 2000. године.
| Група             | 2000.       | 2010.       |
| Белци             | 607 (82,7%) | 568 (82,4%) |
| Афроамериканци    | 0 (0,0%)    | 0 (0,0%)    |
| Азијати           | 4 (0,5%)    | 2 (0,3%)    |
| Хиспаноамериканци | 17 (2,3%)   | 30 (4,4%)   |
| Укупно            | 734         | 689         |